# Triodia bunglensis
Triodia bunglensis är en gräsart som först beskrevs av Surrey Wilfrid Laurance Jacobs, och fick sitt nu gällande namn av Michael Lazarides. Triodia bunglensis ingår i släktet Triodia och familjen gräs. Inga underarter finns listade i Catalogue of Life.